# Willy Planckaert
Willy Planckaert (Nevele, Flandes Oriental, 5 d'abril de 1944) és un ciclista belga, ja retirat, que fou professional entre 1965 i 1988. Durant aquests anys aconseguí més de 80 victòries, sent les més destacades dues etapes al Tour de França de 1966, edició en què també guanyà la classificació per punts, i tres etapes al Giro d'Itàlia de 1967.
Pertany a una important nissaga de ciclistes belgues. Els seus germans Eddy i Walter Planckaert i el seu fill Jo també han estat ciclistes professionals.

## Palmarès
- 1965
  - 1r a la Brussel·les-Charleroi-Brussel·les
  - Vencedor d'una etapa de la París-Luxemburg
- 1966
  - Vencedor de 2 etapes al Tour de França i  1r de la classificació per punts
  - Vencedor d'una etapa de la Volta a Luxemburg
- 1967
  - 1r al Gran Premi Pino Cerami
  - Vencedor de 3 etapes al Giro d'Itàlia
- 1969
  - Vencedor d'una etapa al Tour de l'Oise
- 1970
  - Vencedor d'una etapa de la Volta a Luxemburg
- 1973
  - Vencedor d'una etapa de la Volta a Luxemburg
  - Vencedor d'una etapa dels Quatre dies de Dunkerque
- 1974
  - 1r a l'Omloop van de Vlaamse Scheldeboorden
  - 1r a l'Omloop van het Houtland
  - Vencedor d'una etapa de la Volta a Polònia
- 1976
  - 1r a l'A través de Bèlgica
  - Vencedor d'una etapa del Dauphiné Libéré
  - Vencedor d'una etapa dels Quatre dies de Dunkerque
- 1977
  - 1r a l'Étoile de Bessèges
  - 1r al Gran Premi Marcel Kint
  - Vencedor d'una etapa dels Quatre dies de Dunkerque

### Resultats al Tour de França
- 1966. 40è de la classificació general. Vencedor de 2 etapes.  1r de la classificació per punts
- 1967. Abandona (8a etapa)
- 1969. Abandona (6a etapa)

### Resultats al Giro d'Itàlia
- 1967. 41è de la classificació general. Vencedor de 3 etapes
- 1968. Abandona

### Resultats a la Volta a Espanya
- 1971. Abandona